# Xenogenesis
Xenogenesis – krótkometrażowy film science fiction. Debiut reżyserski Jamesa Camerona.

## Fabuła
Dwójka ludzi zostaje wysłana w zautomatyzowanym statku w poszukiwaniu nowych form życia. Przeczesując statek Raj napotyka robota czyszczącego. Ten biorąc go za brud, atakuje chłopaka. Na pomoc przychodzi mu Laurie, sterująca innym robotem.

## Obsada
- William Wisher Jr. – Raj
- Margaret Umbel – Laurie